# Liste der Monuments historiques in Chaniers
Die Liste der Monuments historiques in Chaniers führt die Monuments historiques in der französischen Gemeinde Chaniers auf.

## Liste der Bauwerke
| Bezeichnung      | Beschreibung              | Standort | Kennzeichnung | Schutzstatus | Datum | Bild           |
| ---------------- | ------------------------- | -------- | ------------- | ------------ | ----- | -------------- |
| Kirche St-Pierre | Erbaut im 12. Jahrhundert | (Lage)   | PA00104643    | Classé       | 1912  | weitere Bilder |

## Liste der Objekte

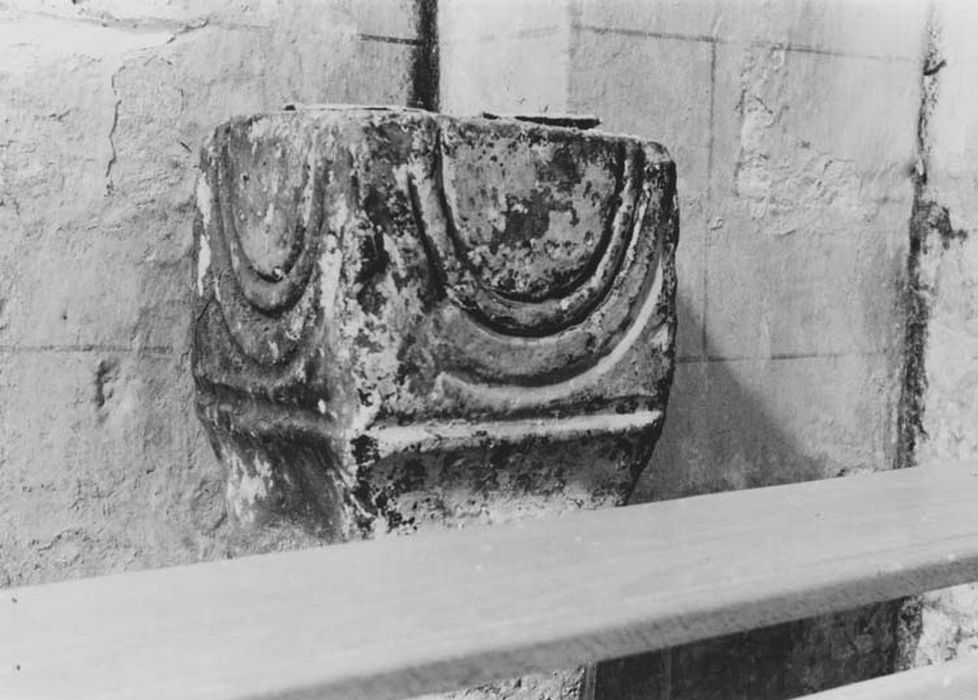
Taufbecken in der Kirche St-Pierre

- Monuments historiques (Objekte) in Chaniers in der Base Palissy des französischen Kultusministeriums